# سام فان روسوم
سام فان روسوم مواليد 3 يونيو 1986 في غنت، هو لاعب كرة سلة بلجيكي. بدأ مسيرته الاحترافية في سنة 2005. يلعب مع فالنسيا باسكت كلاعب هجوم خلفي. يحمل الرقم 9. يبلغ طوله 6 قدم 4 بوصة (1.9 م).

## المسيرة الاحترافية
لعب مع نادي أوستند لكرة السلة من سنة 2005 إلى 2008، ثم لعب مع فيكتوريا يبرتاس بيزارو في الدوري الإيطالي من سنة 2008 إلى 2010، ثم لعب مع باسكت سرقسطة 2002 في الدوري الإسباني من سنة 2010 إلى 2013، ثم لعب مع فالنسيا باسكت في سنة 2013.

## الإنجازات
نادي أوستند لكرة السلة
- الدوري البلجيكي لكرة السلة الدرجة الأولى: 2006، 2007
- كأس بلجيكا لكرة السلة: 2008

فالنسيا باسكت
- كأس أوروبا لكرة السلة: 2014

## إحصائيات المسيرة

### الدوري الأوروبي
| السنة   | الفريق        | لعب | بدأ | دقيقة | ميداني% | ثلاثية | حرة  | ارتداد | صنع | استلاب | تصدي | نقطة | أداء |
| ------- | ------------- | --- | --- | ----- | ------- | ------ | ---- | ------ | --- | ------ | ---- | ---- | ---- |
| 2014–15 | فالنسيا باسكت | 5   | 5   | 30.0  | .469    | .333   | .571 | 2.4    | 5.0 | 1.2    | .0   | 11.4 | 13.2 |
| المسيرة |               | 5   | 5   | 30.0  | .469    | .333   | .571 | 2.4    | 5.0 | 1.2    | .0   | 11.4 | 13.2 |

## روابط خارجية
- سام فان روسوم على موقع الاتحاد الدولي لكرة السلة (الإنجليزية)
- سام فان روسوم على موقع الدوري الأوروبي لكرة السلة (الإنجليزية)
- سام فان روسوم على موقع الدوري الإسباني لكرة السلة (الإسبانية)
- سام فان روسوم على موقع كرة السلة الأوروبية.كوم (الإنجليزية)
- سام فان روسوم على موقع DraftExpress.com (الإنجليزية)
- سام فان روسوم على موقع ريلجم (الإنجليزية)
- سام فان روسوم على موقع بروبوليرز (الإنجليزية)
- سام فان روسوم على موقع سبورتس رفرنس (الإنجليزية)